# Kosmologiska konstanten
Den kosmologiska konstanten, oftast betecknad med ett grekiskt versalt lambda: Λ, är en storhet inom kosmologin. Den infördes av Albert Einstein i den allmänna relativitetsteorin. Själv kallade Einstein den "sitt största misstag", men den kosmologiska konstanten spelar idag en avgörande roll i flera kosmologiska modeller. Den fysikaliska förklaringen av den kosmologiska konstanten är att den uppträder som motkraft till gravitation, alltså en repulsiv kraft mellan galaxer. Därmed skulle den kunna förklara att man experimentellt observerat att universums expansionshastighet ökar med tiden.

## Förhållandet mellan den kosmologiska konstanten och energi-masstätheten i vakuum
Lambda, Λ har enheten 1/(meter)2. Konstanten är proportionell mot energi-masstätheten i vakuum ρ: 
{\displaystyle \Lambda ={{8\pi G} \over {c^{2}}}\rho } 
där:
- G är gravitationskonstanten
- c är ljushastigheten i vakuum

Termen kan vara positiv, negativ eller noll. Den representerar energi-masstätheten i tomma rymden, den så kallade vakuumenergin (man kan föreställa sig den som ”kostnaden” för att ha en rymd). Eftersom den kosmologiska konstanten har negativt tryck enligt allmänna relativitetsteorin, så får en positiv kosmologisk konstant – innebärande att tomma rymden har positiv energi – rymdens expansion att accelerera. Vakuumenergin som leder till denna acceleration kallas allmänt mörk energi.

## Den kosmologiska konstanten i den allmänna relativitetsteorin
I den allmänna relativitetsteorin beskrivs relationen mellan rumtidens krökning och dess energiinnehåll av Einsteins fältekvationer.
Standardformen av fältekvationerna, utan kosmologisk konstant, är
{\displaystyle R_{\alpha \beta }-{1 \over 2}g_{\alpha \beta }R={8\pi G \over c^{4}}T_{\alpha \beta }}.
där {\displaystyle R_{\alpha \beta }}, {\displaystyle R} och {\displaystyle g_{\alpha \beta }} är tensorer som beskriver rumtidens struktur, och {\displaystyle T_{\alpha \beta }} är stressenergitensorn, som beskriver fördelningen av massa och energi i rumtiden. Ekvationerna visar alltså hur dessa storheter är relaterade.
Fältekvationerna med kosmologisk konstant skrivs:
{\displaystyle R_{\alpha \beta }-{1 \over 2}g_{\alpha \beta }R+\Lambda g_{\alpha \beta }={8\pi G \over c^{4}}T_{\alpha \beta }}.
Genom att flytta över termen som innehåller den kosmologiska konstanten till högerledet kan man se att den motsvarar att en ny term
{\displaystyle T_{\alpha \beta }^{\Lambda }=-{c^{4} \over 8\pi G}\,\Lambda \,g_{\alpha \beta }}
adderas till stress-energitensorn. Det innebär att vakuumenergin som beskrivs av den kosmologiska konstanten är en perfekt fluid med energi-masstätheten
{\displaystyle \rho _{vakuum}={c^{2} \over 8\pi G}\,\Lambda }
och trycket
{\displaystyle p_{vakuum}=-{c^{2} \over 8\pi G}\,\Lambda }.
Vakuumenergin har alltså negativt tryck, om den kosmologiska konstanten är positiv och den kosmologiska tillståndsekvationens karakteristiska tal {\displaystyle w} blir alltså:
{\displaystyle w=p_{vakuum}/\rho _{vakuum}=-1}

## Rymdens expansion
Det sena 1990-talets observationer av samband mellan avstånd och rödförskjutning hos vissa supernovor har tolkats som att universums expansionshastighet ökar; observationerna kan förklaras av en mycket liten positiv kosmologisk konstant i Einsteins ekvationer vilket leder till en modifikation av Friedmanns ekvationer som beskriver expansionen. Sålunda inbegriper den nu gängse kosmologiska standardmodellen, den så kallade Lambda-CDM modellen, den kosmologiska konstanten. Med de av Planckteleskopet (2015) uppmätta värdena ΩΛ = 0,6911 ±0.0062 och Ho = 67,74 ±0.46(km/s)/Mpc = 2,195 ±0.015 ×10-18s-1, får Λ värdet Λ = 1,11 ×10-52m-2, vilket motsvarar 2,90×10-122 i reducerade Planckenheter eller 4,33×10-122 eV2 i naturliga enheter. Detta innebär att omkring 70% av universums totala energi utgörs av denna så kallade mörka energi, som i denna modell ges av den kosmologiska konstanten.

### Konkurrerande förklaringsmodeller
Det finns andra möjliga orsakssamband till universums accelererande expansion. Kvintessens är ett likartat begrep infört av Paul Steinhardt, där vakuumenergin inte är en konstant utan kommer dynamiskt från ett så kallat skalärt fält liknande det fält som används i inflationsteorin. Krökning anförs av ett par mindre etablerade alternativa kosmologiska modeller.